# Bachianas brasileiras

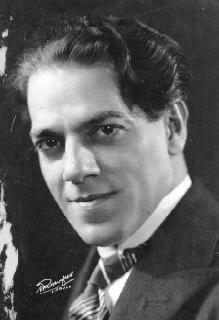
Heitor Villa-Lobos

De Bachianas Brasileiras van de Braziliaanse componist Heitor Villa-Lobos zijn 9 thematisch verbonden composities voor verschillende samenstellingen en instrumentcombinaties.

## Ontstaan
In juni 1930 keerde Villa-Lobos van zijn studies uit Parijs terug naar Brazilië. Na enkele maanden zat hij midden in een revolutie die door Getúlio Vargas werd geleid. Er werd een sterk nationalisatieproces gestart en van elke kunstenaar werd verwacht dat hij zijn steentje zou bijdragen aan het verhogen van nationale trots. Het nationale motto was ‘Orde en Vooruitgang’. De regering gebruikte Villa-Lobos als reclamebord en maakte hem Hoofd Muzikale Educatie in Rio de Janeiro. De muziek van Bach had Villa-Lobos bijna vanaf zijn geboorte geïnteresseerd; hij zag er een universele erfenis in. In de muziek van Bach ontdekte hij stilistische overeenkomst met Braziliaanse volksmuziek, vooral in diens melodiegebruik. Villa-Lobos kwam op het idee beide te combineren en in 1930 was hij klaar voor dit experiment vooral ook omdat het ‘Braziliaans maken’ van alles wat Europees was erg en vogue was. Het resultaat was de compositie, binnen een tijdsbestek van 15 jaar, van negen Bachianas Brasileiras die voor verschillende media, maar wel in de zin van klassieke muziek, waren gecomponeerd.

## De negen composities
- Nummer 1 is voltooid in 1930 en gecomponeerd voor minimaal 8 cello’s. De uitvoering is vrij, in zoverre ze mag bijvoorbeeld ook met 32 cello’s worden uitgevoerd. De delen zijn: 1. Introdução (embolado); 2. Prelúdio (modinha); 3. Fuga (conversa). Villa-Lobos had het over een cello-orkest en omdat hijzelf cellist was zijn er meerdere composities voor cello-ensemble van zijn hand. Bijvoorbeeld de Fantasia concertante uit 1958 waar minstens 32 cello’s zijn voorgeschreven. De fuga is typisch een Bach-invloed die in de compositie is verwerkt.
- Nummer 2 is ook voltooid in 1930 en gecomponeerd voor orkest. Stilistisch past dit werk beter in Villa-Lobos cyclus van Chôros. Het Bach-achtige komt feitelijk alleen tot uiting in de benaming van de delen: 1. Prelúdio; 2. Ária; 3. Dança; 4. Tocata. Alle vier delen zijn gebaseerd op eerdere werken. 1. op het lied Capadócio; 2. op het lied ‘Ons Vaderland’ (een modinha); 3. op het stuk ‘Lembrança do Sertão’ en 4. op ‘O Trenzinho do Caipira’ wat feitelijk een mini symfonisch gedicht is en een treintje in de bergen beschrijft dat al puffend en hijgend de klim de bergen in maakt.
- Nummer 3 is voltooid in 1938 en gecomponeerd voor solopiano en orkest. De delen zijn: 1. Prelúdio; 2. Fantasia; 3. Ária; 4. Tocata. Het is geen pianoconcert; de piano speelt een aanvullende en geen solistische rol in het geheel. Het is vergelijkbaar met de bedoeling die Hector Berlioz met zijn Harold en Italie (voor altviool en orkest) had. Villa-Lobos was altijd zeer geïnteresseerd in de Braziliaanse natuur en hij vervlocht (onder meer) vogelgeluiden in zijn composities. Bijvoorbeeld in zijn ballet Uirapuru (1917) en in Chôros 3 hoort men in het bijzonder de picapau (de specht). Deze vogel duikt ook op in de toccata van deze compositie.
- Nummer 4 is oorspronkelijk gecomponeerd voor piano en in 1942 georkestreerd. De delen zijn: 1. Prelúdio; 2. Coral; 3. Ária; 4. Dança. De eerste vier noten van de melodie zijn dezelfde als in Bachs Musikalisches Opfer. In het vierde deel zitten repeterende arpeggios door een miudinho (een soort samba) verweven.
- Nummer 5 is gecomponeerd in 1945 en voor minimaal 8 cello’s en sopraan. De twee delen zijn: 1. Ária; 2. Dança. De aria is het bekendste Braziliaanse muziekje alhoewel weinigen dit als zodanig zullen herkennen en ook niet zullen weten in welke context deze muziek staat.[2] In de twee delen wordt (na een vocaliserende introductie) een gedicht van Ruth Valadares Corrêa en een van Manoel Bandeira (een martelo) gezongen.
- Nummer 6 is een duo voor fluit en fagot. De deeltjes zijn: 1. Ária; 2. Fantasia, en de compositie werd in 1938 voltooid. Het is een vreemd buitenbeentje in het geheel van de negen composities.
- Nummer 7 is gecomponeerd voor groot en orkest en heeft de volgende delen: 1. Prelúdio; 2. Giga; 3. Tocata; 4. Fuga, en werd voltooid in 1942. Alle Germaanse ideologieën werden in Brazilië in de Tweede Wereldoorlog, vooral nadat het land in 1942 oorlog aan Duitsland had verklaard, sterk onderdrukt en de muziek van Bach werd niet meer gespeeld. Dit werk is het langste van de negen en opgedragen aan de politicus Gustavo Capanema, de toenmalige minister van onderwijs. Het werk wordt met een stevige fuga afgesloten die sterk doet denken aan Bachs ricercari.
- Nummer 8 is ook gecomponeerd voor orkest en heeft de volgende delen: 1. Prelúdio; 2. Ária; 3. Tocata; 4. Fuga, en werd in 1944 voltooid. In de toccata gebruikt Villa-Lobos de catira, een oude Braziliaanse dans met veel gestamp en handgeklap, om de uitbundige sfeer neer te zetten.
- Nummer 9 is gecomponeerd voor strijkorkest (er bestaat ook een versie voor koor a capella) en heeft drie delen: 1. Prelúdio; 2. Fuga; 3. Tempo I, en is voltooid in 1945. In dit werk is Villa-Lobos’ visie om de schoonheid van Bachs muziek met Braziliaanse geluiden te vermengen het puurst. De minder opmerkelijke luisteraar zou niet anders kunnen vermoeden dat het hier om een gewone compositie van Bach gaat.[3]